# Drosera longiscapa
Drosera longiscapa es una especie de planta carnívora perteneciente a la familia de las droseráceas, nativa de Sudáfrica donde se encuentra en Gauteng.

## Taxonomía
Drosera longiscapa fue descrita por Paul Debbert y publicado en Linzer Biologische Beiträge 34: 797. 2002.
Etimología
Drosera: tanto su nombre científico –derivado del griego δρόσος [drosos]: "rocío, gotas de rocío"– como el nombre vulgar –rocío del sol, que deriva del latín ros solis: "rocío del sol"– hacen referencia a las brillantes gotas de mucílago que aparecen en el extremo de cada hoja, y que recuerdan al rocío de la mañana.
longiscapa: epíteto latíno que significa "con un largo escapo".